# سفارت اوکراین در سوئد
سفارت اوکراین در سوئد (انگلیسی: Embassy of Ukraine, Stockholm) نمایندگی دیپلماتیک اوکراین در لیدینگو، استکهلم، سوئد است. آندریج پلاچوتنجوک سفیر کنونی از نوامبر ۲۰۲۰ سفیر شده‌است.